# 保加利亞大公國
保加利亞親王國（羅馬化：Knyazhestvo Balgariya）是1878年3月俄土战争后，按照《圣斯特法诺条约》和《柏林条约》，在保加利亚地区建立的一个实际独立的鄂圖曼帝國附屬國。保加利亚親王国的建立是俄罗斯从中大力支持的结果。英国、奥匈帝国担心大公国建立后，俄罗斯的南下政策将更易实行，所以强烈反对。德国调停，签订《柏林条约》，保加利亚的领土被大幅缩小.
保加利亞親王國虽名义上是鄂圖曼帝國附屬國，但拥有自己的宪法、国旗、国徽、国歌和外交政策。1908年10月5日，保加利亚宣布独立，建立保加利亚王国。

## 外部連結
- Rulers of Bulgaria（页面存档备份，存于） at World Statesmen